# Trachelas amabilis
Trachelas amabilis is een spinnensoort uit de familie van de Trachelidae.
De wetenschappelijke naam van de soort werd in 1878 gepubliceerd door Eugène Simon.